# 리만 적분
실해석학에서 리만 적분(Riemann積分, 영어: Riemann integral)은 닫힌구간에 정의된 실숫값 함수의 적분의 종류이다. 베른하르트 리만이 정의하였다. 대략, 정의역 구간을 작은 구간으로 잘게 나눠, 각각의 작은 구간 위의 넓이를 직사각형의 넓이를 통해 근사한다. 구간을 잘게 나눌수록 실제 넓이와의 오차가 줄어드는데, 이 과정에 극한을 취하면 실제 넓이를 얻는다. 다르부 적분(Darboux積分, 영어: Darboux integral)은 리만 적분과 동치이면서 더 단순한 기법을 사용하는 적분이다. 대략, 각각의 직사각형을 임의로 취하는 대신, 각각의 극대 및 극소 넓이의 직사각형을 취하여, 상계와 하계의 차이를 좁혀가며 근사한다.

## 정의

### 구간의 분할
닫힌구간 {\displaystyle [a,b]}의 분할(分割, 영어: partition)은 유한 집합 {\displaystyle \{a,b\}\subseteq P\subseteq [a,b]}이다. 편의상 그 원소들을 다음과 같이 표기한다.
{\displaystyle a=x_{0}^{P}<x_{1}^{P}<x_{2}^{P}<\cdots <x_{n_{P}}^{P}=b}
이는 닫힌구간 {\displaystyle [a,b]}를 내부가 쌍마다 서로소인 닫힌구간 {\displaystyle [x_{i}^{P},x_{i+1}^{P}]}들로 분할하는 방법에 대응한다. 닫힌구간 {\displaystyle [a,b]}의 분할 {\displaystyle P}의 태그(영어: tag)는 분할된 각 구간의 대표 원소들로 구성된 튜플 {\displaystyle (t_{i}\in [x_{i}^{P},x_{i+1}^{P}])_{i=0}^{n_{P}-1}}이다. 또한, {\displaystyle P}의 메시(영어: mesh) {\displaystyle \lambda (P)}는 분할된 구간들의 최대 길이이다. 즉, 다음과 같다.
{\displaystyle \lambda (P)=\max _{0\leq i\leq n_{P}-1}(x_{i+1}^{P}-x_{i}^{P})}
닫힌구간 {\displaystyle [a,b]}의 두 분할 {\displaystyle P,Q}가 {\displaystyle P\subseteq Q}를 만족시키면, {\displaystyle Q}가 {\displaystyle P}의 세분(細分, 영어: refinement)이라고 한다. 즉, 이는 {\displaystyle Q}가 {\displaystyle P}를 더 잘게 분할하여 얻을 수 있는지를 나타낸다. 또한, {\displaystyle P}와 {\displaystyle Q}의 공통 세분 {\displaystyle P\cup Q}은 두 분할 모두의 세분인 분할 가운데 가장 잘지 않은 하나이다.
예를 들어, 닫힌구간 {\displaystyle [0,1]}을 3등분하는 분할 0 < 1/3 < 2/3 < 1은 각 구간의 길이가 1/3이므로 메시가 1/3이며, 2등분 분할 0 < 1/2 < 1과의 공통 세분은 0 < 1/3 < 1/2 < 2/3 < 1이다. (1/6, 1/2, 5/6)은 3등분 분할의 한 가지 태그이다.

### 리만 합
다음 대상들이 주어졌다고 하자.
- 함수 {\displaystyle f\colon [a,b]\to \mathbb {R} }
- 분할 {\displaystyle a=x_{0}^{P}<x_{1}^{P}<x_{2}^{P}<\cdots <x_{n_{P}}^{P}=b}
- 태그 {\displaystyle (t_{i}\in [x_{i}^{P},x_{i+1}^{P}])_{i=0}^{n_{P}-1}}

그렇다면, 함수 {\displaystyle f}의 분할 {\displaystyle P} 및 태그 {\displaystyle t}에 대한 리만 합은 다음과 같다.
{\displaystyle \sum _{i=0}^{n_{P}-1}f(t_{i})(x_{i+1}^{P}-x_{i}^{P})=f(t_{0})(x_{1}^{P}-x_{0}^{P})+f(t_{1})(x_{2}^{P}-x_{1}^{P})+\cdots +f(t_{n_{P}-1})(x_{n_{P}}^{P}-x_{n_{P}-1}^{P})}
주어진 함수의 주어진 분할에 대한 리만 합은 (태그가 유일하지 않으므로) 유일하지 않다.
예를 들어, 다음과 같은 리만 합을 정의할 수 있다.
- {\displaystyle \sum _{i=0}^{n_{P}-1}f(x_{i}^{P})(x_{i+1}^{P}-x_{i}^{P})}. 이를 왼쪽 리만 합(왼쪽Riemann合, 영어: left Riemann sum)이라고 한다. 즉, 이는 각 구간의 왼쪽 끝점을 취하는 태그에 대한 리만 합이다.
- {\displaystyle \sum _{i=0}^{n_{P}-1}f(x_{i+1}^{P})(x_{i+1}^{P}-x_{i}^{P})}. 이를 오른쪽 리만 합(오른쪽Riemann合, 영어: right Riemann sum)이라고 한다. 즉, 이는 각 구간의 오른쪽 끝점을 취하는 태그에 대한 리만 합이다.
- {\displaystyle \sum _{i=0}^{n_{P}-1}f\left({\frac {x_{i}^{P}+x_{i+1}^{P}}{2}}\right)(x_{i+1}^{P}-x_{i}^{P})}. 이를 가운데 리만 합(가운데Riemann合, 영어: middle Riemann sum)이라고 한다. 즉, 이는 각 구간의 중간점을 취하는 태그에 대한 리만 합이다.
- {\displaystyle {\frac {b-a}{n}}\sum _{i=0}^{n-1}f(t_{i})}. 여기서 {\displaystyle t_{i}\in \left[a+i{\frac {b-a}{n}},a+(i+1){\frac {b-a}{n}}\right]}. 즉, 이는 {\displaystyle n}등분 분할에 대한 리만 합이다.

### 리만 적분
함수 {\displaystyle f\colon [a,b]\to \mathbb {R} }에 대하여, 만약 다음 조건을 만족시키는 실수 {\displaystyle I\in \mathbb {R} }가 존재한다면, {\displaystyle f}를 {\displaystyle [a,b]} 위의 리만 적분 가능 함수라고 하고, {\displaystyle I}를 {\displaystyle f}의 {\displaystyle [a,b]} 위의 리만 적분이라고 한다.
- {\displaystyle \lim _{\lambda (P)\to 0}\sum _{i=0}^{n_{P}-1}f(t_{i})(x_{i+1}^{P}-x_{i}^{P})=I}

이는 통상적인 의미의 극한이 아니다. {\displaystyle \lambda (P)}의 하나의 값에 여러 가지 리만 합이 대응하기 때문이다. 즉, 이 극한은 다음 조건과 동치이다.
- 임의의 {\displaystyle \epsilon >0}에 대하여, {\displaystyle \delta (\epsilon )>0}이 존재하여, 임의의 분할 {\displaystyle a=x_{0}^{P}<x_{1}^{P}<x_{2}^{P}<\cdots <x_{n_{P}}^{P}=b} 및 태그 {\displaystyle (t_{i}\in [x_{i}^{P},x_{i+1}^{P}])_{i=0}^{n_{P}-1}}에 대하여, {\displaystyle \lambda (P)<\delta (\epsilon )}이면 {\displaystyle \left|\sum _{i=0}^{n_{P}-1}f(t_{i})(x_{i+1}^{P}-x_{i}^{P})-I\right|<\epsilon }이다.

리만 적분 값 {\displaystyle I}를
{\displaystyle \int _{a}^{b}f(x)\mathrm {d} x}
와 같이 표기하며, 리만 적분 가능 함수의 집합을 {\displaystyle {\mathcal {R}}([a,b];\mathbb {R} )}와 같이 표기한다. 적분 상한이 적분 하한보다 작지 않은 경우의 리만 적분을 다음과 같이 추가 정의한다.
{\displaystyle \int _{a}^{a}f(x)\mathrm {d} x=0\qquad (a\in \mathbb {R} ,\;f\colon \{a\}\to \mathbb {R} )}
{\displaystyle \int _{a}^{b}f(x)\mathrm {d} x=-\int _{b}^{a}f(x)\mathrm {d} x\qquad (a>b,\;f\in {\mathcal {R}}([b,a];\mathbb {R} ))}

## 다르부 적분

### 다르부 상합과 다르부 하합
다음 대상들이 주어졌다고 하자.
- 함수 {\displaystyle f\colon [a,b]\to \mathbb {R} }
- 분할 {\displaystyle a=x_{0}^{P}<x_{1}^{P}<x_{2}^{P}<\cdots <x_{n_{P}}^{P}=b}

그렇다면, 함수 {\displaystyle f}의 분할 {\displaystyle P}에 대한 (다르부) 상합((Darboux)上合, 영어: upper (Darboux) sum) {\displaystyle U(f,P)}은 다음과 같다. (여기서 {\displaystyle \sup }와 {\displaystyle \inf }는 각각 상한과 하한의 기호이다.)
{\displaystyle U(f,P)=\sum _{i=0}^{n_{P}-1}\sup _{x\in [x_{i+1}^{P},x_{i}^{P}]}f(x)(x_{i+1}^{P}-x_{i}^{P})}
마찬가지로, 함수 {\displaystyle f}의 분할 {\displaystyle P}에 대한 (다르부) 하합((Darboux)下合, 영어: lower (Darboux) sum) {\displaystyle L(f,P)}은 다음과 같다.
{\displaystyle L(f,P)=\sum _{i=0}^{n_{P}-1}\inf _{x\in [x_{i+1}^{P},x_{i}^{P}]}f(x)(x_{i+1}^{P}-x_{i}^{P})}
또한, 함수 {\displaystyle f}의 분할 {\displaystyle P}에 대한 (다르부) 진폭은 다음과 같다.
{\displaystyle w(f,P)=U(f,P)-L(f,P)=\sum _{i=0}^{n_{P}-1}\sup _{x,y\in [x_{i+1}^{P},x_{i}^{P}]}|f(x)-f(y)|(x_{i+1}^{P}-x_{i}^{P})}
다르부 상합과 다르부 하합은 리만 합의 상계와 하계를 제시한다. 즉, 항상 다음이 성립한다.
{\displaystyle L(f,P)\leq \sum _{i=0}^{n_{P}-1}f(t_{i})(x_{i+1}^{P}-x_{i}^{P})\leq U(f,P)}
다르부 상합은 항상 다르부 하합 이상이며, 둘의 차이는 세분을 취할수록 좁혀진다. 즉, 항상 다음이 성립한다.
{\displaystyle L(f,P)\leq U(f,Q)}
{\displaystyle P\subseteq Q\implies L(f,P)\leq L(f,Q)\leq U(f,Q)\leq U(f,P)}
증명:
둘째 명제는 {\displaystyle Q}가 다음과 같은 꼴인 경우를 보이는 것으로 족하다.
{\displaystyle a=x_{0}^{P}<\cdots <x_{j}^{P}<y<x_{j+1}^{P}<\cdots <x_{n_{P}}^{P}=b}
이 경우,
{\displaystyle {\begin{aligned}U(f,Q)&=\sum _{0\leq i\leq n_{P}-1}^{i\neq j}\sup _{x\in [x_{i}^{P},x_{i+1}^{P}]}f(x)(x_{i+1}^{P}-x_{i}^{P})+\sup _{x\in [x_{j}^{P},y]}f(x)(y-x_{j}^{P})+\sup _{x\in [y,x_{j+1}^{P}]}f(x)(x_{j}^{P}-y)\\&\leq \sum _{0\leq i\leq n_{P}-1}^{i\neq j}\sup _{x\in [x_{i}^{P},x_{i+1}^{P}]}f(x)(x_{i+1}^{P}-x_{i}^{P})+\sup _{x\in [x_{j}^{P},x_{j+1}^{P}]}f(x)(y-x_{j}^{P})+\sup _{x\in [x_{j}^{P},x_{j+1}^{P}]}f(x)(x_{j+1}^{P}-y)\\&=U(f,P)\end{aligned}}}
첫째 명제는 둘째 명제를 사용하여 다음과 같이 보일 수 있다.
{\displaystyle L(f,P)\leq L(f,P\cup Q)\leq U(f,P\cup Q)\leq U(f,Q)}

### 다르부 상적분과 다르부 하적분
함수 {\displaystyle f\colon [a,b]\to \mathbb {R} }의 {\displaystyle [a,b]} 위의 (다르부) 상적분((Darboux)上積分, 영어: upper (Darboux) integral)은 다음과 같이 두 가지 값으로 정의될 수 있으며, 이 두 값은 서로 같다.
{\displaystyle {\overline {\int _{a}^{b}}}f(x)\mathrm {d} x=\inf _{\{a,b\}\subseteq P\subseteq [a,b]}^{|P|<\aleph _{0}}U(f,P)=\lim _{\lambda (P)\to 0}U(f,P)}
마찬가지로, {\displaystyle f}의 {\displaystyle [a,b]} 위의 (다르부) 하적분((Darboux)下積分, 영어: lower (Darboux) integral)은 다음과 같이 두 가지 값으로 정의될 수 있으며, 이 두 값은 서로 같다.
{\displaystyle {\underline {\int _{a}^{b}}}f(x)\mathrm {d} x=\sup _{\{a,b\}\subseteq P\subseteq [a,b]}^{|P|<\aleph _{0}}L(f,P)=\lim _{\lambda (P)\to 0}L(f,P)}
증명:
임의의 {\displaystyle \epsilon >0}을 취하자. 그러면, 다음을 만족시키는 분할 {\displaystyle Q}가 존재한다.
{\displaystyle U(f,Q)<\inf _{\{a,b\}\subseteq R\subseteq [a,b]}^{|R|<\aleph _{0}}U(f,R)+{\frac {\epsilon }{2}}}
따라서, 임의의
{\displaystyle \{a,b\}\subseteq P_{|P|<\aleph _{0}}\subseteq [a,b]}
{\displaystyle \lambda (P)<{\frac {\epsilon }{1+4n_{Q}\sup _{x\in [a,b]}|f(x)|}}}
에 대하여,
{\displaystyle {\begin{aligned}U(f,P)&\leq U(f,P)-U(f,P\cup Q)+U(f,Q)\\&\leq U(f,Q)+n_{Q}\cdot 2\sup _{x\in [a,b]}|f(x)|\cdot \lambda (P)\\&<\inf _{\{a,b\}\subseteq R\subseteq [a,b]}^{|R|<\aleph _{0}}U(f,R)+\epsilon \end{aligned}}}
따라서,
{\displaystyle \lim _{\lambda (P)\to 0}U(f,P)=\inf _{\{a,b\}\subseteq R\subseteq [a,b]}^{|R|<\aleph _{0}}U(f,R)}
(유계 함수의) 다르부 상적분과 다르부 하적분은 항상 존재한다. 다르부 상적분과 다르부 하적분이 일치한다면, {\displaystyle f}를 다르부 적분 가능 함수라고 하고, 그 다르부 상적분과 다르부 하적분을 {\displaystyle f}의 다르부 적분이라고 한다. 다르부 적분 가능성 및 다르부 적분 값은 리만 적분 가능성 및 리만 적분 값과 완전히 일치한다.

## 성질

### 리만 적분 가능성
리만 적분 가능 함수는 항상 유계 함수이다.
증명:
함수 {\displaystyle f\colon [a,b]\to \mathbb {R} }가 무계 함수라고 하자. 그렇다면, 임의의 분할 {\displaystyle P}에 대하여, 다음을 만족시키는 {\displaystyle 0\leq j\leq n_{P}-1}이 존재한다.
{\displaystyle \sup _{x\in [x_{j}^{P},x_{j+1}^{P}]}|f(x)|=\infty }
따라서,
{\displaystyle \sup _{t_{i}\in [x_{i}^{P},x_{i+1}^{P}]}\left|\sum _{i=0}^{n_{P}-1}f(t_{i})(x_{i+1}^{P}-x_{i}^{P})\right|\geq \sup _{t_{j}\in [x_{j-1}^{P},x_{j}^{P}]}|f(t_{j})(x_{j+1}^{P}-x_{j}^{P})|-\left|\sum _{0\leq i\leq n_{P}-1}^{i\neq j}f(x_{i}^{P})(x_{i+1}^{P}-x_{i}^{P})\right|=\infty }
이며, {\displaystyle f}는 리만 적분 가능 함수일 수 없다.
유계 함수 {\displaystyle f\colon [a,b]\to \mathbb {R} }에 대하여, 다음 조건들이 서로 동치이다. (여기서 {\displaystyle \lambda ^{*}}는 르베그 외측도, {\displaystyle \limsup }는 상극한, {\displaystyle \liminf }는 하극한이다.)
- (리만 적분 가능 함수) {\displaystyle \int _{a}^{b}f(x)\mathrm {d} x\in \mathbb {R} }가 존재한다.
- (다르부 적분 가능 함수) {\displaystyle {\overline {\int _{a}^{b}}}f(x)\mathrm {d} x={\underline {\int _{a}^{b}}}f(x)\mathrm {d} x}
- (다르부 진폭의 영 집적) 임의의 {\displaystyle \epsilon >0}에 대하여, 분할 {\displaystyle P}가 존재하여, {\displaystyle w(f,P)<\epsilon }
- (조르당 거의 어디서나 연속 함수) 임의의 {\displaystyle \epsilon >0} 및 {\displaystyle \eta >0}에 대하여, 분할 {\displaystyle P}가 존재하여, {\displaystyle \sum _{0\leq i\leq n_{P}-1}^{w(f,P,i)>\epsilon }(x_{i+1}^{P}-x_{i}^{P})<\eta }
- (르베그 거의 어디서나 연속 함수) {\displaystyle \lambda ^{*}(\{c\in (a,b)\colon \limsup _{x\to c}f(x)\neq \liminf _{x\to c}f(x)\})=0}

증명 (리만 적분 가능 함수 ⇔ 다르부 적분 가능 함수):
필요 조건: {\displaystyle f\colon [a,b]\to \mathbb {R} }가 리만 적분 가능 함수라고 하자. 그렇다면, 임의의 {\displaystyle \epsilon >0}에 대하여, 리만 적분의 정의에서의 {\displaystyle \delta (\epsilon /4)>0}가 존재한다. 또한, 다음을 만족시키는 분할 {\displaystyle P}와 두 태그 {\displaystyle (s_{i},t_{i}\in [x_{i}^{P},x_{i+1}^{P}])_{i=0}^{n_{P}-1}}를 취할 수 있다.
{\displaystyle \lambda (P)<\delta \left({\frac {\epsilon }{4}}\right)}
{\displaystyle \sum _{i=0}^{n_{P}-1}f(s_{i})(x_{i+1}^{P}-x_{i}^{P})<L(f,P)+{\frac {\epsilon }{4}}}
{\displaystyle \sum _{i=0}^{n_{P}-1}f(t_{i})(x_{i+1}^{P}-x_{i}^{P})>U(f,P)-{\frac {\epsilon }{4}}}
따라서,
{\displaystyle {\begin{aligned}{\overline {\int _{a}^{b}}}f(x)\mathrm {d} x-{\underline {\int _{a}^{b}}}f(x)\mathrm {d} x&\leq U(f,P)-L(f,P)\\&<\sum _{i=0}^{n_{P}-1}f(t_{i})(x_{i+1}^{P}-x_{i}^{P})-\sum _{i=0}^{n_{P}-1}f(s_{i})(x_{i+1}^{P}-x_{i}^{P})+{\frac {\epsilon }{2}}\\&<\epsilon \end{aligned}}}
충분 조건: {\displaystyle f\colon [a,b]\to \mathbb {R} }가 다르부 적분 가능 함수라고 하자. 그렇다면, 임의의 {\displaystyle \epsilon >0}에 대하여, 다르부 적분의 정의에서의 {\displaystyle \delta (\epsilon /2)>0}가 존재한다. 따라서, 임의의
{\displaystyle \{a,b\}\subseteq P_{|P|<\aleph _{0}}\subseteq [a,b]}
{\displaystyle (t_{i}\in [x_{i+1}^{P},x_{i}^{P}])_{i=0}^{n_{P}-1}}
{\displaystyle \lambda (P)<\delta \left(\epsilon /2\right)}
에 대하여,
{\displaystyle {\begin{aligned}\left|\sum _{i=0}^{n_{P}-1}f(t_{i})(x_{i+1}^{P}-x_{i}^{P})-{\overline {\int _{a}^{b}}}f(x)\mathrm {d} x\right|&\leq U(f,P)-L(f,P)\\&<\epsilon \end{aligned}}}
증명 (다르부 적분 가능 함수 ⇔ 다르부 진폭의 영 집적):
다음 항등식에 의하여 성립한다.
{\displaystyle {\overline {\int _{a}^{b}}}f(x)\mathrm {d} x-{\underline {\int _{a}^{b}}}f(x)\mathrm {d} x=\inf _{\{a,b\}\subseteq P\subseteq [a,b]}^{|P|<\aleph _{0}}w(f,P)}
증명 (다르부 진폭의 영 집적 ⇔ 조르당 거의 어디서나 연속 함수):
다음 부등식에 의하여 성립한다.
{\displaystyle \epsilon \sum _{0\leq i\leq n_{P}-1}^{w(f,P,i)>\epsilon }(x_{i+1}^{P}-x_{i}^{P})\leq w(f,P)\leq \epsilon (b-a)+2\sup _{x\in [a,b]}|f(x)|\sum _{0\leq i\leq n_{P}-1}^{w(f,P,i)>\epsilon }(x_{i+1}^{P}-x_{i}^{P})}
증명 (조르당 거의 어디서나 연속 함수 ⇔ 르베그 거의 어디서나 연속 함수):
{\displaystyle f}의 불연속점 집합을 {\displaystyle E\subseteq [a,b]}라고 하자.
필요조건: 임의의 {\displaystyle n\in \mathbb {Z} ^{+}} 및 {\displaystyle \eta >0}에 대하여, 다음을 만족시키는 분할 {\displaystyle P}가 존재한다.
{\displaystyle \sum _{0\leq i\leq n_{P}-1}^{w(f,P,i)>1/n}(x_{i+1}^{P}-x_{i}^{P})<\eta }
따라서,
{\displaystyle \lambda ^{*}(\{c\in (a,b)\colon \limsup _{x\to c}f(x)-\liminf _{x\to c}f(x)>1/n\})\leq \sum _{0\leq i\leq n_{P}-1}^{w(f,P,i)>1/n}(x_{i+1}^{P}-x_{i}^{P})<\eta }
즉,
{\displaystyle \lambda ^{*}(E)=0}
충분조건: 임의의 {\displaystyle \epsilon >0} 및 {\displaystyle \eta >0}을 취하자. 그렇다면, 다음을 만족시키는, {\displaystyle E}의 열린구간 가산 덮개 {\displaystyle \{I_{k}\}_{k=1}^{\infty }}가 존재한다.
{\displaystyle \sum _{k=1}^{\infty }|I_{k}|<\eta }
또한, 임의의 연속점 {\displaystyle x\in [a,b]\setminus E}에 대하여, 다음을 만족시키는 {\displaystyle \delta _{x}>0}이 존재한다.
{\displaystyle \sup _{s,t\in (x-\delta _{x},x+\delta _{x})}|f(s)-f(t)|<\epsilon }
이로부터, {\displaystyle [a,b]}의 열린 덮개
{\displaystyle \{(x-\delta _{x},x+\delta _{x})\}_{x\in [a,b]\setminus E}\cup \{I_{k}\}_{k=1}^{\infty }}
를 얻으며, 이는 르베그 수 {\displaystyle \delta >0}을 갖는다. {\displaystyle \lambda (P)<\delta }인 분할 {\displaystyle P}를 취하자. 그렇다면, 각 {\displaystyle [x_{i}^{P},x_{i+1}^{P}]}은 덮개의 어떤 원소에 포함되는데, {\displaystyle w(f,P,i)>\epsilon }일 경우, 이 덮개 원소는 {\displaystyle (x-\delta _{x},x+\delta _{x})} 꼴일 수 없다. 즉, 이 경우 반드시 {\displaystyle I_{k}} 꼴의 원소에 포함된다. 따라서,
{\displaystyle \sum _{0\leq i\leq n_{P}-1}^{w(f,P,i)>\epsilon }(x_{i+1}^{P}-x_{i}^{P})\leq \sum _{k=1}^{\infty }|I_{k}|<\eta }
특히, 연속 함수는 항상 리만 적분 가능 함수이다. 불연속점 집합이 유한 집합이거나 가산 무한 집합인 함수 역시 거의 어디서나 연속 함수에 속하므로 리만 적분 가능 함수이다. 단조 함수 역시 많아야 가산 개의 불연속점을 가지므로 리만 적분 가능 함수이다.

### 연산에 대한 닫힘
리만 적분 가능 함수는 다음과 같은 연산들에 대하여 닫혀있다.
- (합) {\displaystyle f,g\in {\mathcal {R}}([a,b];\mathbb {R} )\implies f+g\in {\mathcal {R}}([a,b];\mathbb {R} )}
- (곱) {\displaystyle f,g\in {\mathcal {R}}([a,b];\mathbb {R} )\implies fg\in {\mathcal {R}}([a,b];\mathbb {R} )}
- (함수의 제한) {\displaystyle f\in {\mathcal {R}}([a,b];\mathbb {R} ),\;[c,d]\subseteq [a,b]\implies f|_{[c,d]}\in {\mathcal {R}}([c,d];\mathbb {R} )}
- (균등 극한)

또한, 일부 경우 자연스러운 공식이 성립한다. 즉, 닫힌구간 {\displaystyle I} 위의 리만 적분 가능 함수 {\displaystyle f,g\colon I\to \mathbb {R} } 및 정의역 속 점들 {\displaystyle a,b,c\in I}에 대하여, 다음이 성립한다.
{\displaystyle \int _{a}^{b}f(x)+g(x)\mathrm {d} x=\int _{a}^{b}f(x)\mathrm {d} x+\int _{a}^{b}g(x)\mathrm {d} x}
{\displaystyle \int _{a}^{b}kf(x)\mathrm {d} x=k\int _{a}^{b}f(x)\mathrm {d} x\qquad (k\in \mathbb {R} )}
{\displaystyle \int _{a}^{c}f(x)\mathrm {d} x=\int _{a}^{b}f(x)\mathrm {d} x+\int _{b}^{c}f(x)\mathrm {d} x}
그러나, 리만 적분 함수는 몫과 함수의 합성에 대하여 닫혀있지 않다. 예를 들어, 두 리만 적분 가능 함수의 몫은 무계 함수일 수 있다. 또한, {\displaystyle [0,1]} 위의 리만 적분 가능 함수
{\displaystyle f(x)={\begin{cases}1&x=0\\0&x\in (0,1]\end{cases}}}
를, 역시 {\displaystyle [0,1]} 위의 리만 적분 가능 함수인 토메 함수의 왼쪽에 합성하면, 디리클레 함수를 얻는데, 이는 {\displaystyle [0,1]} 위의 리만 적분 가능 함수가 아니다. 하지만 왼쪽의 함수가 연속 함수라면 합성된 함수는 리만 적분 가능 함수이다. 즉,
- {\displaystyle f\in {\mathcal {C}}([c,d];\mathbb {R} ),\;g\in {\mathcal {R}}([a,b];[c,d])\implies f\circ g\in {\mathcal {R}}([a,b]\to \mathbb {R} )}

리만 적분 가능 함수는 균등 극한이 아닐 수 있는 극한에 대하여 닫혀있지 않다. 또한, 코시 열 극한에 대하여 닫혀있지 않다. 즉, 리만 적분 가능 함수의 공간은 완비 Lp 공간이 아니다.

### 미적분학의 기본 정리
리만 적분에 대한 미적분학의 제1 기본 정리는 다음과 같다. 리만 적분 가능 함수 {\displaystyle f\colon [a,b]\to \mathbb {R} }에 대한 다음 함수를 생각하자.
{\displaystyle F\colon [a,b]\to \mathbb {R} }
{\displaystyle F(x)=\int _{a}^{x}f(t)\mathrm {d} t}
그렇다면, {\displaystyle F}는 립시츠 연속 함수이다. 따라서, {\displaystyle F}는 거의 어디서나 미분 가능 함수이며, 모든 미분 가능점에서 {\displaystyle F'(x)=f(x)}이다. 만약 추가로 {\displaystyle f}가 연속 함수라면, {\displaystyle F}는 연속 미분 가능 함수이며, 임의의 {\displaystyle x\in [a,b]}에 대하여 {\displaystyle F'(x)=f(x)}를 만족시킨다, 즉, {\displaystyle f}의 원함수이다.
리만 적분에 대한 미적분학의 제2 기본 정리는 다음과 같다. 함수 {\displaystyle f\colon [a,b]\to \mathbb {R} }가 다음 두 조건을 만족시킨다고 하자.
- (부정적분 가능 함수) {\displaystyle F'(x)=f(x)\forall x\in [a,b]}
- (리만 적분 가능 함수) {\displaystyle \int _{a}^{b}f(x)\mathrm {d} x\in \mathbb {R} }

그렇다면, 다음이 성립한다.
{\displaystyle \int _{a}^{b}f(x)\mathrm {d} x=F(b)-F(a)=F(x)|_{a}^{b}}
리만 적분에 대한 미적분학 제2 기본 정리는 적분 가능 함수를 전제하여야 한다. 즉, 부정적분 가능 함수는 리만 적분 가능 함수일 필요가 없다.

## 예
제곱 함수 {\displaystyle x^{2}}의 0에서 1까지의 리만 적분은 {\displaystyle n}등분 분할에 대한 오른쪽 리만 합을 통해 다음과 같이 구할 수 있다.
{\displaystyle \int _{0}^{1}x^{2}\mathrm {d} x=\lim _{n\to \infty }{\frac {1}{n}}\sum _{i=1}^{n}\left({\frac {i}{n}}\right)^{2}=\lim _{n\to \infty }{\frac {(n+1)(2n+1)}{6n^{2}}}={\frac {1}{3}}}
제곱 함수 {\displaystyle x^{2}}는 연속 함수이므로, 부정적분 가능 함수이자 리만 적분 가능 함수이다. 따라서, 그 리만 적분을 미적분학의 기본 정리를 통해 다음과 같이 구할 수 있다.
{\displaystyle \int _{0}^{1}x^{2}\mathrm {d} x=\left.{\frac {1}{3}}x^{3}\right|_{0}^{1}={\frac {1}{3}}}

### 리만 적분 가능 함수가 아닌 함수
디리클레 함수
{\displaystyle D(x)={\begin{cases}1&x\in \mathbb {Q} \\0&x\in \mathbb {R} \setminus \mathbb {Q} \end{cases}}}
는 {\displaystyle [0,1]} 위의 리만 적분 가능 함수가 아니다. 구간을 아무리 잘게 분할해도, 각각의 구간 안에는 유리수가 존재하며, 또한 각각의 구간 안에는 무리수가 존재한다. 따라서 다음과 같은 두 가지 리만 합을 취할 수 있다.
{\displaystyle \sum _{i=0}^{n_{P}-1}D(s_{i})(x_{i+1}^{P}-x_{i}^{P})=1\qquad (s_{i}\in [x_{i}^{P},x_{i+1}^{P}]\cap \mathbb {Q} )}
{\displaystyle \sum _{i=0}^{n_{P}-1}D(t_{i})(x_{i+1}^{P}-x_{i}^{P})=0\qquad (t_{i}\in [x_{i}^{P},x_{i+1}^{P}]\setminus \mathbb {Q} )}
리만 합의 극한이 존재할 수 없으므로, 리만 적분 가능 함수가 아니다. 사실, {\displaystyle [0,1]} 위의 다르부 상적분과 다르부 하적분은 다음과 같다.
{\displaystyle {\overline {\int _{0}^{1}}}D(x)\mathrm {d} x=1}
{\displaystyle {\underline {\int _{0}^{1}}}D(x)\mathrm {d} x=0}

### 부정적분 가능 함수 ⇏ 리만 적분 가능 함수
다음과 같은 함수를 생각하자.
{\displaystyle f(x)={\begin{cases}2x\sin {\frac {1}{x^{2}}}-{\frac {2}{x}}\cos {\frac {1}{x^{2}}}&x\neq 0\\0&x=0\end{cases}}}
그렇다면,
{\displaystyle \int f(x)\mathrm {d} x={\begin{cases}x^{2}\sin {\frac {1}{x^{2}}}&x\neq 0\\0&x=0\end{cases}}+C}
이므로, {\displaystyle f}는 {\displaystyle [-1,1]} 위의 부정적분 가능 함수이다. 그러나, {\displaystyle f}는 {\displaystyle [-1,1]} 위의 무계 함수이므로, {\displaystyle [-1,1]} 위의 리만 적분 가능 함수가 아니다.

### 부정적분 가능 유계 함수 ⇏ 리만 적분 가능 함수
볼테라 함수의 도함수는 유계 함수이지만, 리만 적분 가능 함수가 아니다.

## 관련 개념

### 이상 적분
리만 적분이 정의되려면, 유계 함수와 유계 구간이 전제되어야 하는데, 이상 적분은 이러한 전제를 완화시켜 무계 함수와 무계 구간에 대한 적분을 일부 허용한다.

### 차원의 일반화
실수선에 정의된 함수 대신 높은 차원의 유클리드 공간에 정의된 함수를 사용하면, 리만 중적분을 얻는다.

### 측도의 일반화
항등 함수의 미분 대신 임의의 증가 함수의 미분소를 사용하면, 리만-스틸티어스 적분을 얻는다. 조르당 측도 대신 르베그 측도를 사용하면, 르베그 적분을 얻는다. 실수 함수의 예를 들면, 함수가 나타내는 영역을 '세로로' 잘게 쪼개 적분을 구하는 리만 적분과는 달리, 르베그 적분은 함수가 나타내는 영역을 '가로로' 잘개 쪼개 적분을 구한다.

## 같이 보기
- 넓이
- 부정적분
- 르베그 적분